# Lek (skulptur)

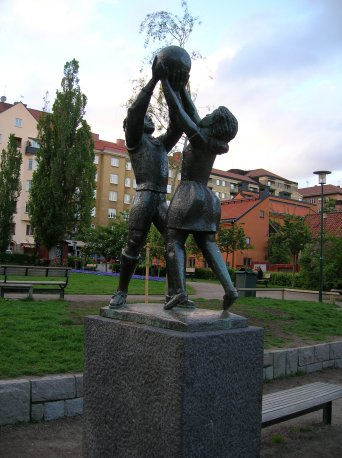
Lek av Bror Hjorth.

Lek är ett konstverk av konstnären Bror Hjorth.
Står sedan 1935 på Nytorget i stadsdelen Södermalm i Stockholm.